# 군도 (희곡)

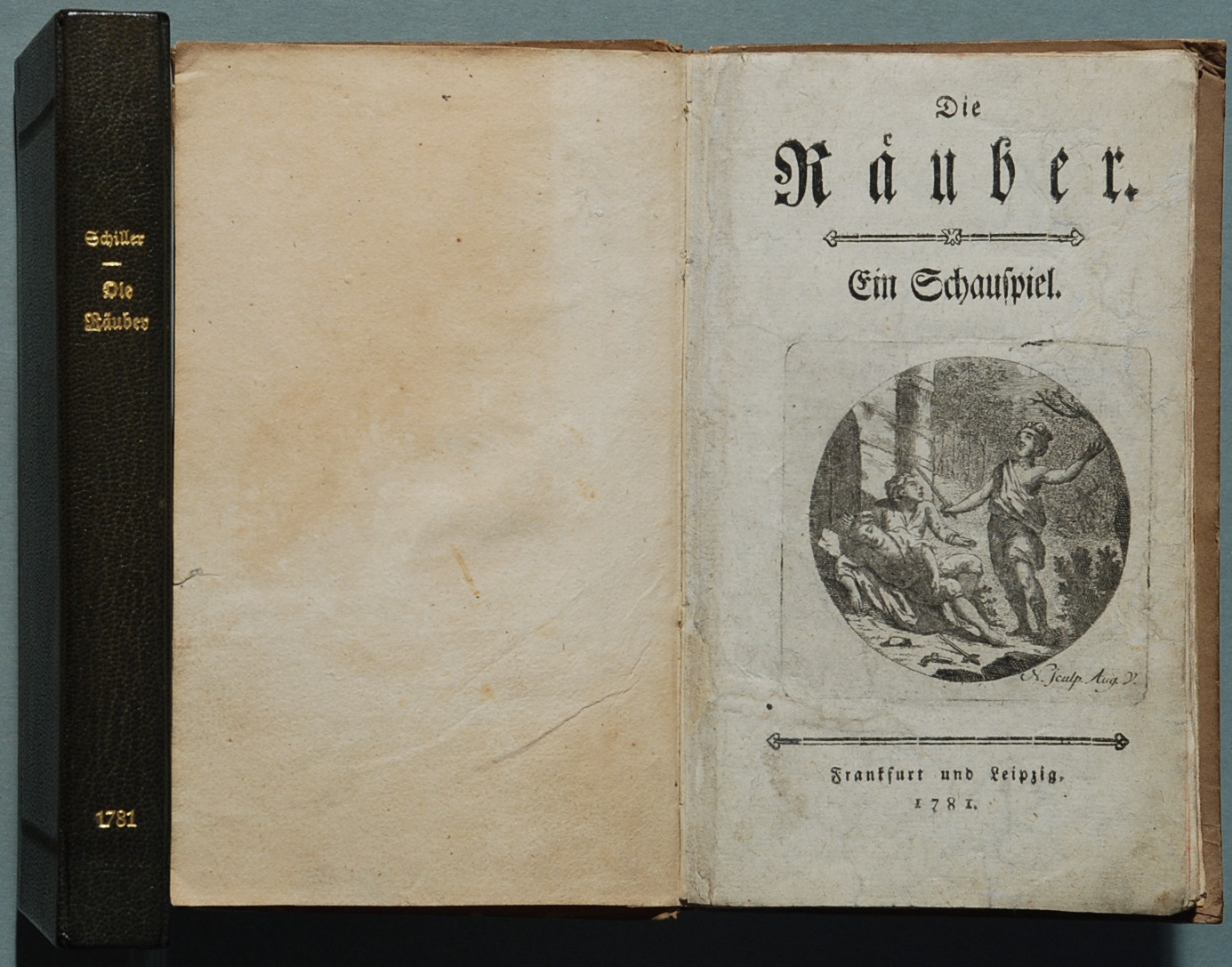

《군도》(Die Räuber)는 프리드리히 폰 실러가 1781년에 지은 첫 희곡이다. 질풍노도 운동의 대표적인 작품 중 하나이다. 1782년 1월 13일 만하임에서 초연했다.

## 줄거리
막시밀리안 폰 모르 백작에게는 두 아들 프란츠와 카를이 있다. 막시밀리안은 반항적이지만 카리스마가 있는 카를을 이뻐하지만, 둘째 프란츠는 차갑고 계산적이며, 카를의 유산을 빼앗으려고 한다. 프란츠는 질투심에 라이프치히에 유학을 떠난 카를에 대하여 거짓말을 한다. 막시밀리안은 아들을 버리고, 카를은 친구들과 함께 군도를 결성하여 적법성과 정당성이라는 개념을 의심한다. 이야기가 전개되면서 프란츠와 카를의 복잡성을 보여준다.